# Ferrara (stacja kolejowa)
Ferrara (włoski: Stazione di Ferrara) – stacja kolejowa w Ferrarze, w regionie Emilia-Romania, we Włoszech. Stacja posiada 3 perony. Według klasyfikacji RFI dworzec posiada kategorię złotą.
Położony jest na linii z Padwy do Bolonii oraz Ferrara - Codigoro i Suzzara - Ferrara, które są obsługiwane przez Ferrovie Emilia Romagna, a linia do Rawenny i Rimini, zarządzana jest przez RFI.
Ferrara jest stacją końcową dla pociągów Ferrovie Emilia Romagna z Bolonii i Rimini. Obsługuje również pociągi Eurostar, Intercity i pociągi regionalne Trenitalia. Ponadto stacja oferuje połączenia do innych miast, w tym do Rzymu, Neapolu, Pescary, Florencji, Padwy i Rovigo. Każdego dnia około 23:00 kursuje pociąg od Wiednia.